# Pointe du Quesy
La pointe du Quesy est un cap situé au lieu-dit Corail sur la commune de Bouillante en Guadeloupe. 

## Géographie
La pointe du Quesy forme avec la pointe Joubert au nord l'anse du Dépôt et avec la pointe des Trois Tortues au sud, la petite anse Duché et l'anse de la pointe des tortues,. 

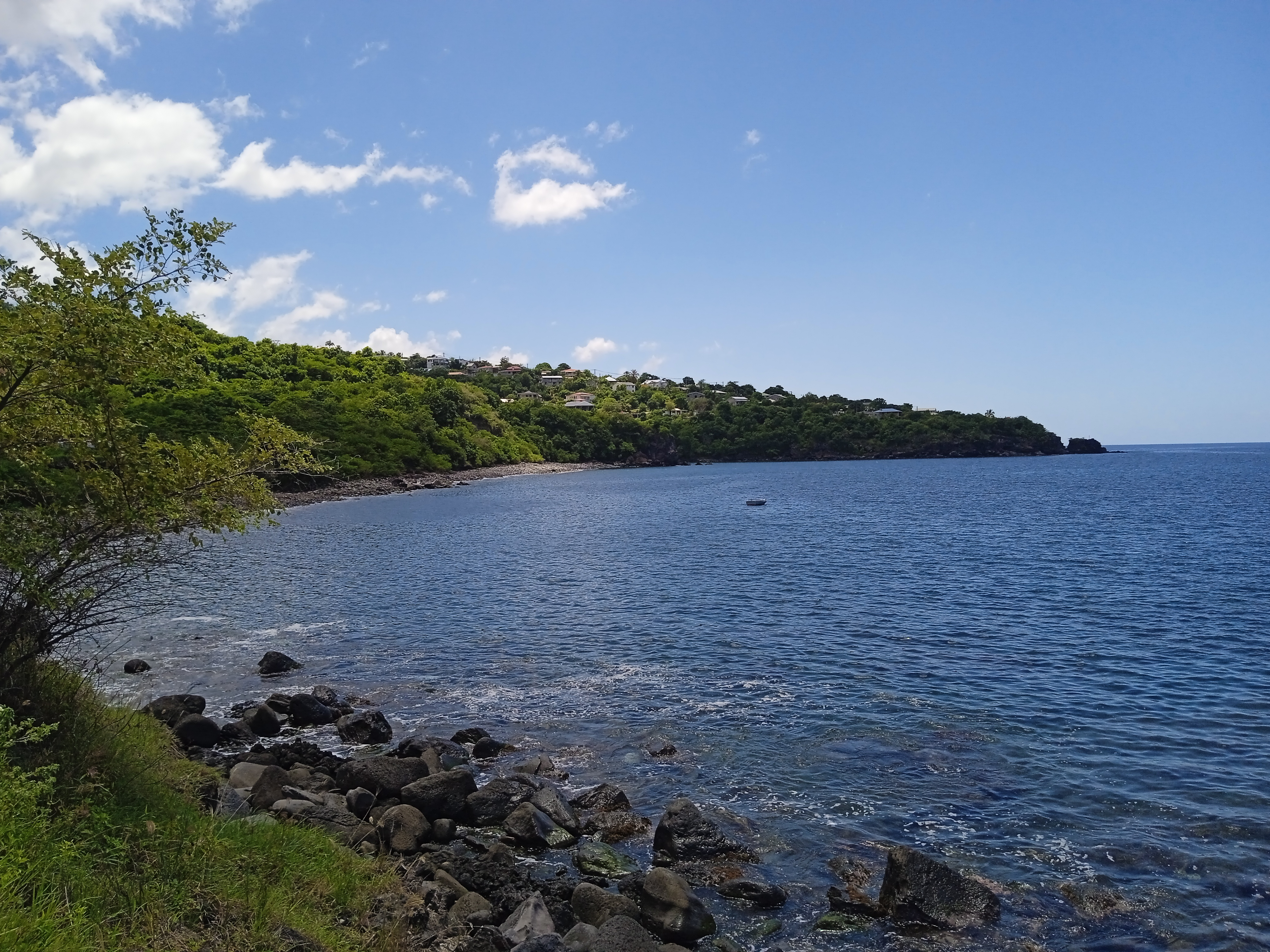
Anse du Dépôt
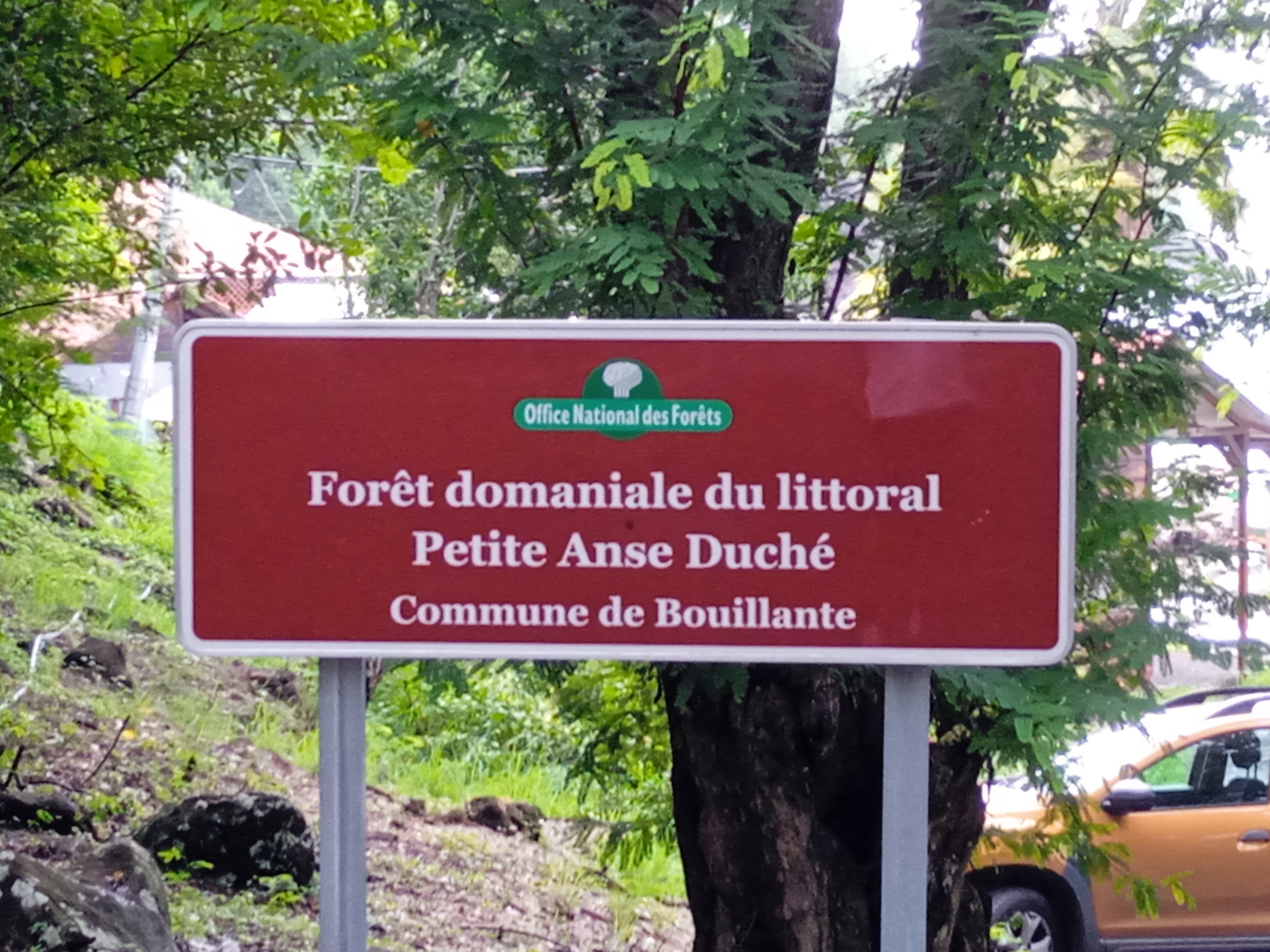
Panneau indiquant l'entrée dans la forêt domaniale du littoral de Petite Anse Duché.
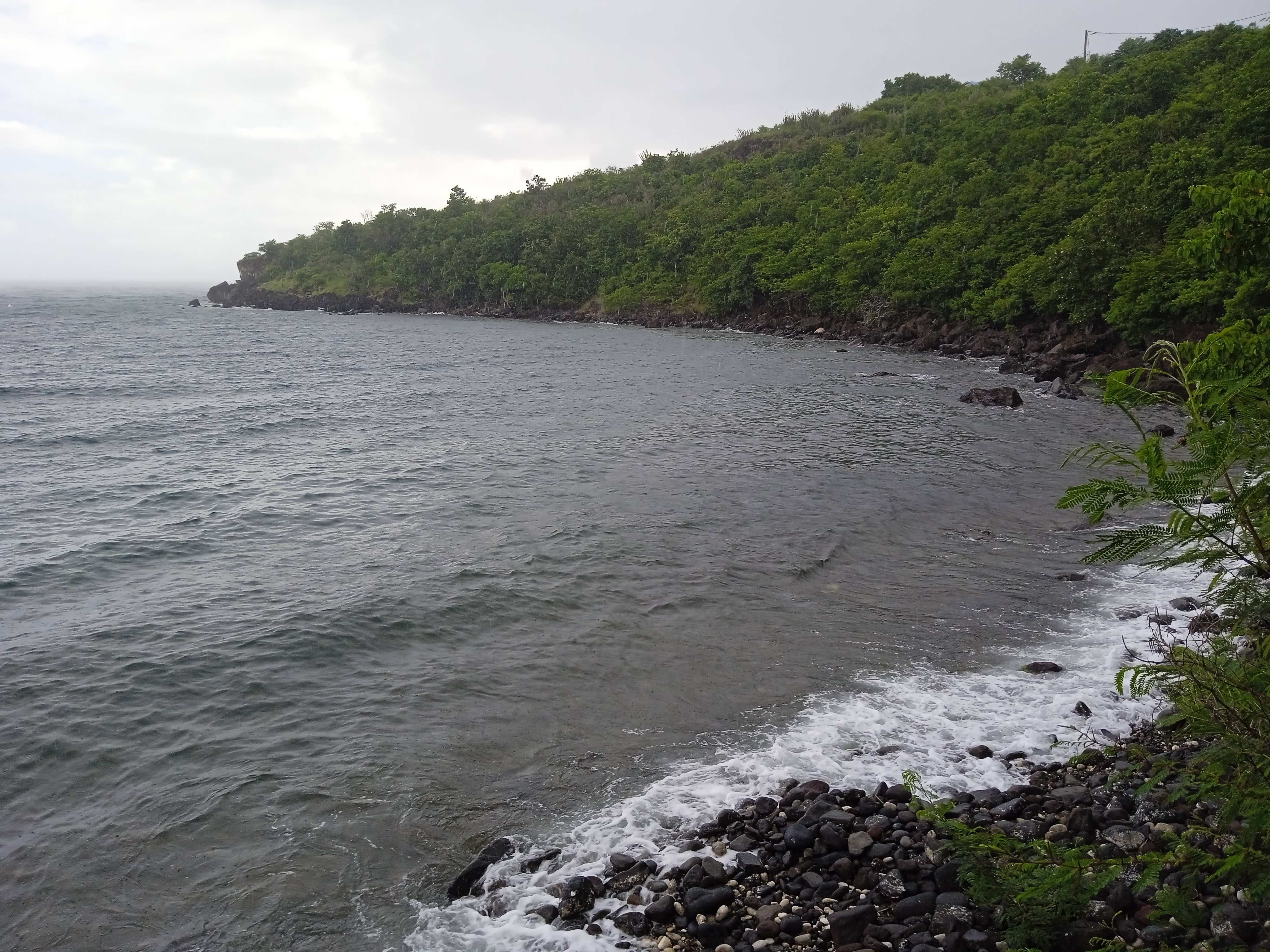
Petite anse Duché.

## Histoire
L'anse du Dépôt était un lieu de stockage au XVIIe – XVIIIe siècle des marchandises à embarquer.